# Acroricnus cubensis
Acroricnus cubensis là một loài tò vò trong họ Ichneumonidae.